# Aichryson punctatum
Aichryson punctatum (C.Sm. ex Buch) Webb & Berthel. es una especie de planta tropical con hojas suculentas de la familia de las crasuláceas.

## Distribución geográfica
Aichryson punctatum es un endemismo en todas las Islas Canarias salvo en Lanzarote.

## Descripción
Pertenece al grupo de especies herbáceas glabras o subglabras. Se diferencia por el borde de las hojas, en el que aparecen festones oscuros.

## Nombre común
Se conoce como "gongarillo punteado".

## Taxonomía
Aichryson punctatum fue descrita por (C.Sm. ex Buch) Webb & Berthel. y publicado en Histoire Naturelle des Îles Canaries 2(1): 182. 1840.
Etimología
Ver: Aichryson
punctatum: epíteto latino que alude a los puntos de color oscuro que aparecen en el borde de las hojas.
Sinonimia
- Aichryson pinnatum Knoche
- Aichryson punctatum var. subvillosum (Lowe) Pit. & Proust
- Aichryson subvillosum (Lowe) Praeger
- Sempervivum pinnatum Linding.
- Sempervivum punctatum C.Sm. ex Link
- Sempervivum subvillosum Lowe[4]